# Ditiro Nzamani
Ditiro Nzamani (29 gennaio 2000) è un velocista botswano.

## Biografia
Al World Athletics Relays di Chorzów 2021 disputato presso lo Stadio della Slesia, ha vinto la medaglia di bronzo nella staffetta 4×400 metri, con i connazionali Isaac Makwala, Boitumelo Masilo e Leungo Scotch.

## Record nazionali
- Staffetta 4×400 metri mista: 3'20"71 ( Maun, 1º febbraio 2020)

## Palmarès
| Anno | Manifestazione     | Sede    | Evento      | Risultato      | Prestazione | Note |
| ---- | ------------------ | ------- | ----------- | -------------- | ----------- | ---- |
| 2019 | Giochi panafricani | Rabat   | 400 m piani | 7º             | 46"15       |      |
| 2019 | Giochi panafricani | Rabat   | 4×400 m     | Oro            | 3'02"55     |      |
| 2019 | Mondiali           | Doha    | 400 m piani | 28º (batteria) | 46"19       |      |
| 2019 | Mondiali           | Doha    | 4×400 m     | Batteria       | dq          |      |
| 2021 | World Relays       | Chorzów | 4×400 m     | Bronzo         | 3'04"77     |      |